# Gao Erwei
Gao Erwei (chiń. 高二偉; ur. 15 maja 1968) – chiński judoka. Olimpijczyk z Barcelony 1992, gdzie zajął trzynaste miejsce w kategorii 65 kg.
Siódmy na mistrzostwach świata w 1989. Brązowy medalista igrzysk azjatyckich w 1990 roku.

## Letnie Igrzyska Olimpijskie 1992
| Konkurencja   | Walki                        | Walki                          | Walki                 | Walki                     | Klas. końcowa |
| Konkurencja   | 1/32                         | 1/16                           | 1/8                   | Repasaże                  | Miejsce       |
| ------------- | ---------------------------- | ------------------------------ | --------------------- | ------------------------- | ------------- |
| waga półlekka | Said Masoud El-Agimi (LBA) W | Hussain Mohamed Hassan (KUW) W | Udo Quellmalz (GER) P | Francisco Lorenzo (ESP) P | XIII          |